# Rhynchosia androyensis
Rhynchosia androyensis là một loài thực vật có hoa trong họ Đậu. Loài này được Du Puy & Labat miêu tả khoa học đầu tiên.